# Casa entre Aiguablava i Fornells
La Casa entre Aiguablava i Fornells, o Casa Cruïlles, és una obra de Begur (Baix Empordà) inclosa a l'Inventari del Patrimoni Arquitectònic de Catalunya, obra de l'arquitecte Antoni Bonet i Castellana.

## Descripció
La Casa Cruïlles és una casa situada en un terreny accidentat. La situació de l'immoble i la topografia del solar obliguen a accedir a l'habitatge pel sostre, fet que permet una major integració de l'obra en el solar. A causa d'aquesta topografia accidentada i responent a la voluntat d'integració de la casa en la parcel·la, l'habitatge s'estructura en diferents nivells esglaonats, des de la cota més alta (la carretera) fins a la més baixa (el mar); la planta també s'adapta a la del terreny, un solar amb forma trapezoïdal. D'aquesta manera, la casa Cruïlles presenta una planta que comença sent molt estreta i acaba obrint-se cap a la platja. Com a prolongació de la sala d'estar, es creà un pati davant del mar amb una piscina; sota els dormitoris hi ha un gran menjador, obert i informal i semi cobert.
L'immoble té dues parts diferenciades, unides per un cos de planta baixa i un pis format per una sèrie d'obertures; al jardí hi ha un muret que també unifica ambdues zones. Vist des de la cala, a l'esquerra, s'observen la planta baixa i els dos pisos; en les plantes superiors hi ha un gran bloc massís al centre que deixa les cantonades lliures. Aquest bloc massís es converteix en una barana a la planta superior; aquesta planta és un estudi amb una coberta parabòlica que permet l'entrada de llum superior. A la dreta, en canvi, es poden diferenciar dos cossos més: un volum massís que constitueix el sostre amb jardí, i un cos a la planta superior format per tres arcs parabòlics (el central més petit); aquests arcs formen un porxo que resguarda tres finestrals de vidre —que coincideixen amb els tres arcs— i que alberga una sala d'estar-menjador.

## Història
Habitatge de segona residència dissenyat el 1967 per Antoni Bonet Castellana, per encàrrec del tinent d'alcalde de l'Ajuntament de Barcelona, Santiago de Cruïlles de Peratallada.